# Woodland (hrabstwo Aroostook)
Woodland – miasto w Stanach Zjednoczonych, w stanie Maine, w hrabstwie Aroostook.